# ديديميوم

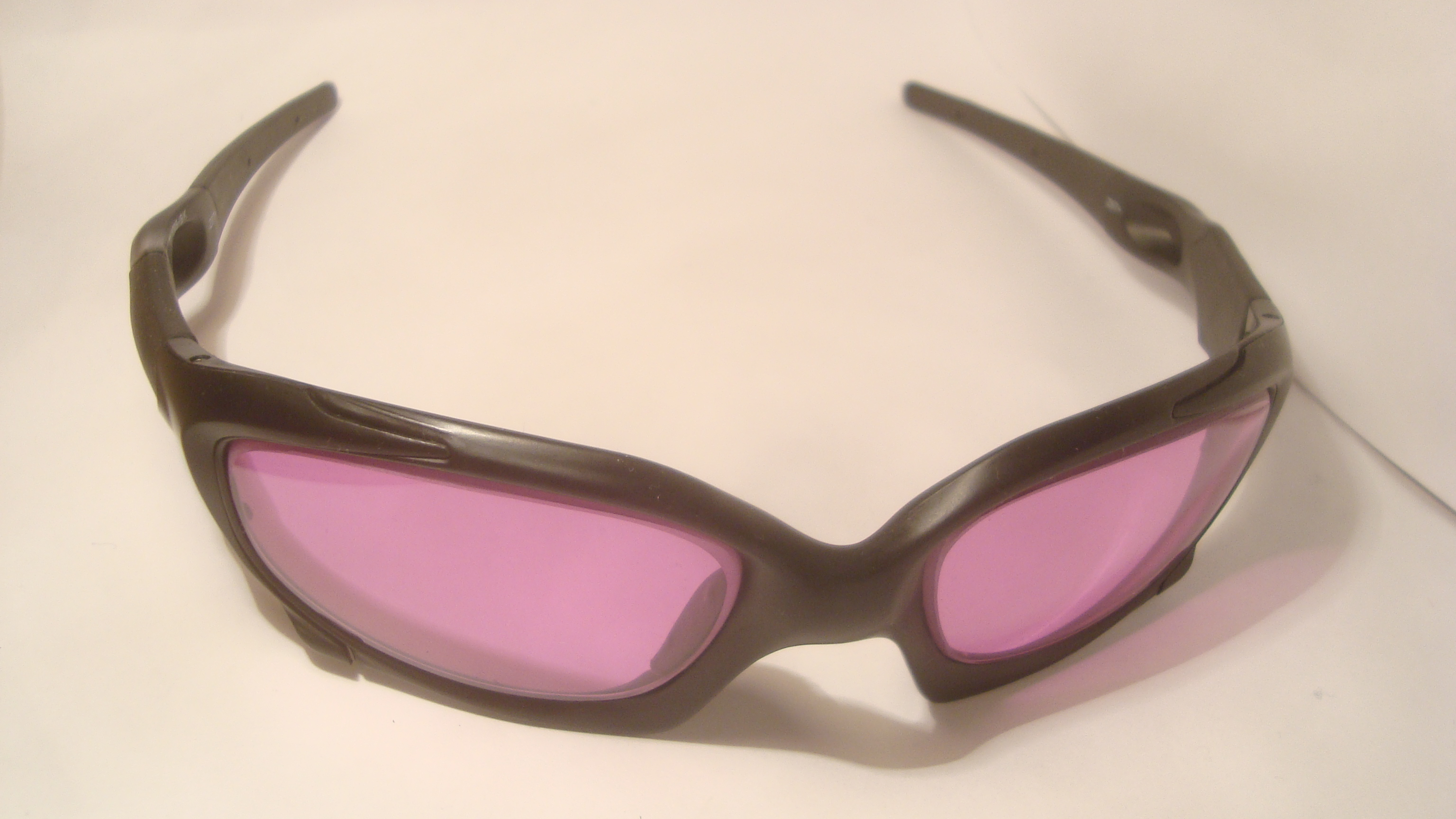
نظارات واقية ذات عدسات مصنوعة من الديديميوم

الديديميوم هو خليط من عنصرين كيميائيين هما البراسيوديميوم والنيوديميوم؛ والتسمية مشتقة من اللفظ الإغريقي δίδυμο بمعنى توأم.
يستخدم الديديميوم في صناعة النظارات الواقية المستخدمة في نفخ الزجاج أو الحدادة إذ أنها تقوم بترشيح اللون الأصفر المنبعث من الوهج الحراري للعمليات المذكورة. يستخدم الديديميوم ضمن مواد المعايرة في المطيافية.

## التاريخ
يعود اكتشاف الديديميوم إلى سنة 1841 عندما أعلن كارل جوستاف موساندر اكتشافه ظاناً أنه عنصر كيميائي جديد؛  إلا أنه في سنة 1874 تمكن بير تيودور كليفه من تصحيح المعلومة أنه خليط من عدد من العناصر وليس عنصراً نقياً؛ ثم تمكن كارل آور فون فلسباخ من إثبات أن التركيب مؤلف من عنصري البراسيوديميوم والنيوديميوم. أما خواص الترشيح الضوئية للديديميوم فيعود اكتشافها إلى وليام كروكس.